# Schwanengans

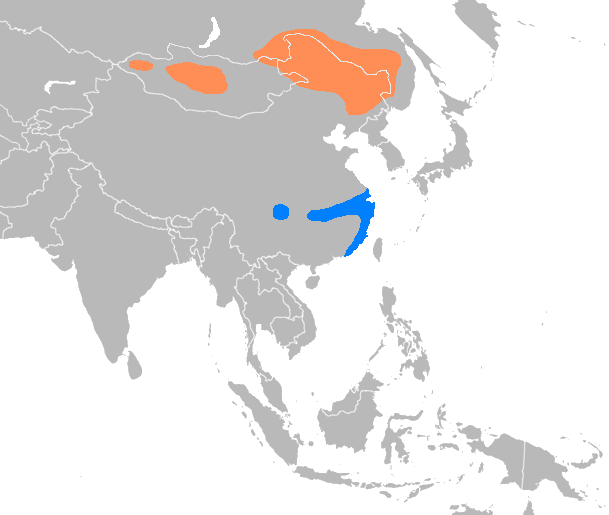
Verbreitung der Schwanengans: Brutgebiete (orange) und Überwinterungsgebiete (blau)

Die Schwanengans (Anser cygnoides, Schreibvariante: Anser cygnoid) ist eine Art der Gattung Feldgänse (Anser) in der Familie der Entenvögel (Anatidae). Schwanengänse wurden vermutlich bereits vor 3000 Jahren in China gehalten. Die domestizierte Form der Schwanengans, die sich aus dieser Haltung entwickelte, ist die Höckergans.
Die Feldgansart Schwanengans sollte nicht verwechselt werden mit einer ebenfalls unter diesem Namen bekannten Hausgansrasse, welche auch als Emder Gans bezeichnet wird.

## Merkmale
Die Schwanengans ist eine überwiegend braune, sehr große Gänseart. Auffällig ist der lange, vorderseits hellcremefarbene und scharf davon abgetrennt auf der Rückseite braune Hals. Auch der Oberkopf ist braun bis braunrötlich. Die Schwanengans hat einen langen dunklen Schnabel, dessen Basis weiß gesäumt ist. Kennzeichnend für die Wildform ist die gradlinige Schnabelfirstlinie. Das Männchen hat andeutungsweise eine leichte Aufwülstung auf dem Schnabel.
Die Männchen sind deutlich größer und schwerer als die Weibchen. Sie wiegen um die 3,5 Kilogramm, während die Weibchen ein Gewicht etwa zwischen 2,8 und 3,3 Kilogramm haben.
Der Ruf der Schwanengans ist ein weit klingendes, gedehntes und heiser wirkendes Trompeten. Es ist besonders häufig von fliegenden Schwanengänsen zu hören. Schwanengänse, die durch etwas alarmiert sind, lassen einen harten kurzen Ruf hören, der wiederholt wird.

## Lebensraum und Verbreitung
Der Vogel brütet in Sibirien und der Mongolei und überwintert in China etwa zwischen dem Jangtse und Kanton.
Schwanengänse gelangten erst recht spät, in den 1920er Jahren nach Europa und wurden 1937 erstmals in Europa zur Nachzucht gebracht. Reine Schwanengänse findet man in Deutschland beispielsweise im Tierpark Berlin.

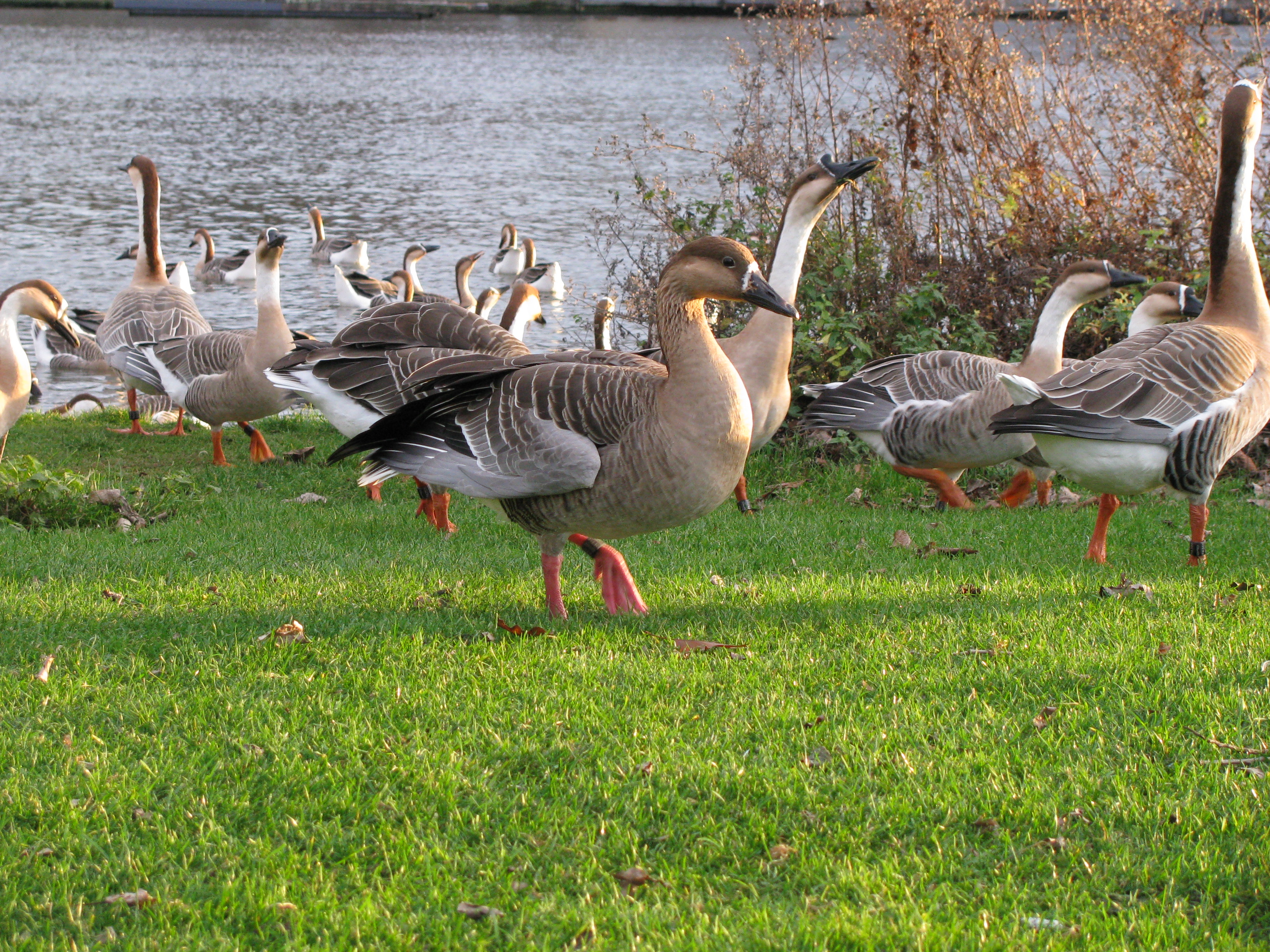
Schwanengänse auf der Neckarwiese in Heidelberg

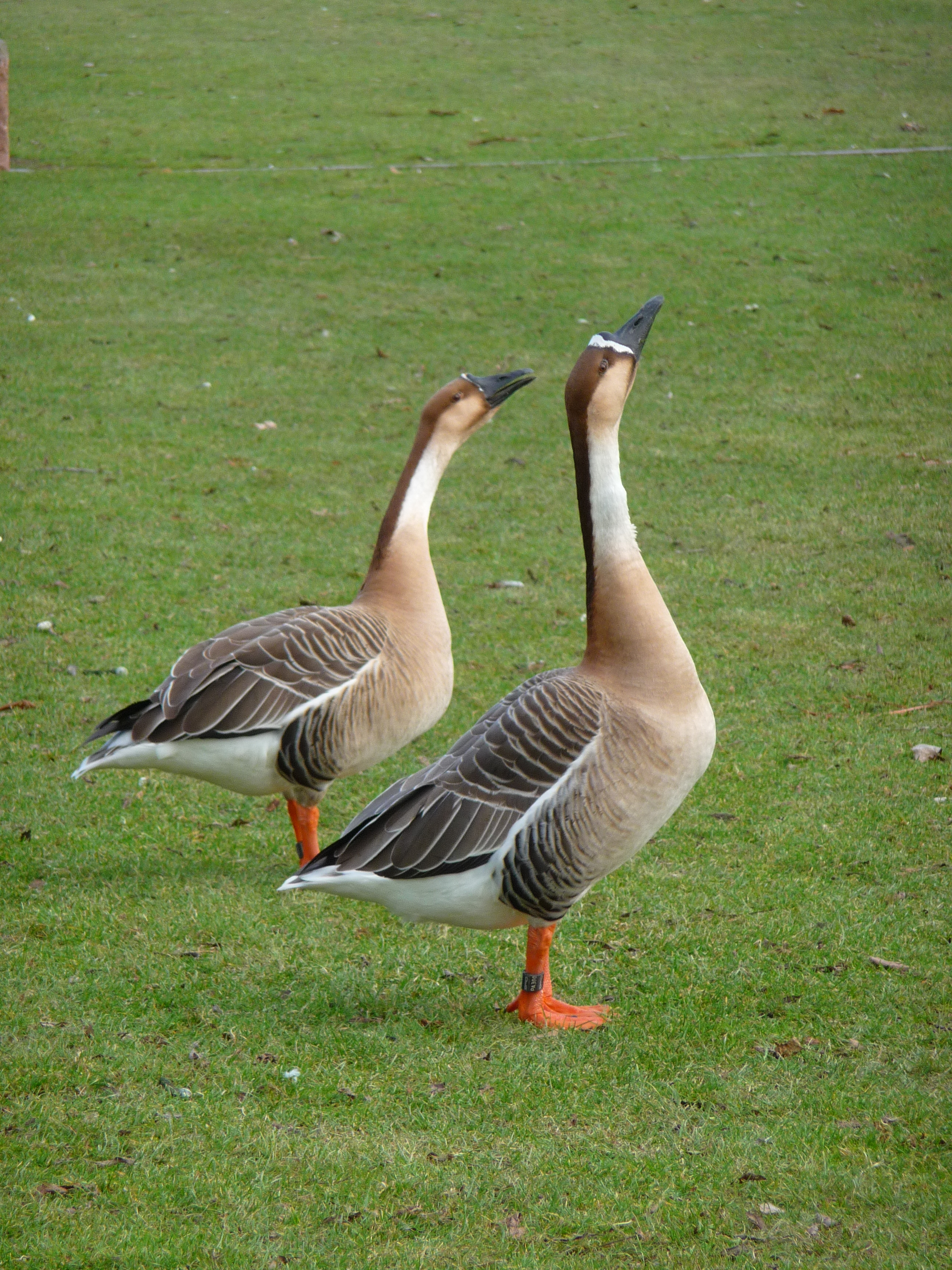
Imponierverhalten

In Europa gibt es eine freilebende Population in der Region Rhein-Neckar. In Heidelberg findet man die Tiere vornehmlich auf der Neckarwiese. Im Jahr 2004 umfasste die Population etwa 180 Tiere, wurde dann aber von der Stadtverwaltung auf etwa zwei Dutzend Tiere reduziert. 2020 liegt der Bestand wieder bei ca. 110 Individuen.
Auch in den nicht weit entfernt gelegenen Rheinauen um Lampertheim gibt es einen Bestand von etwa 40 Gänsen. Diese in geringem Maße mit ihrer domestizierten Form, der Höckergans, verbastardierten Vögel gehen wohl auf Tiere zurück, die erstmals 1956 in Holland zur Fortpflanzung gebracht wurden. Dabei verwendete man zur Zucht zwei wild gefangene Schwanenganter und zwei Höckergänse, die man dann wieder mit Schwanengantern rückkreuzte. Diese freilebenden Populationen sind problematisch, weil sie sich in Mitteleuropa häufig mit Graugänsen bastardisieren. Dabei entstehen intermediäre Mischtypen.

## Lebensweise

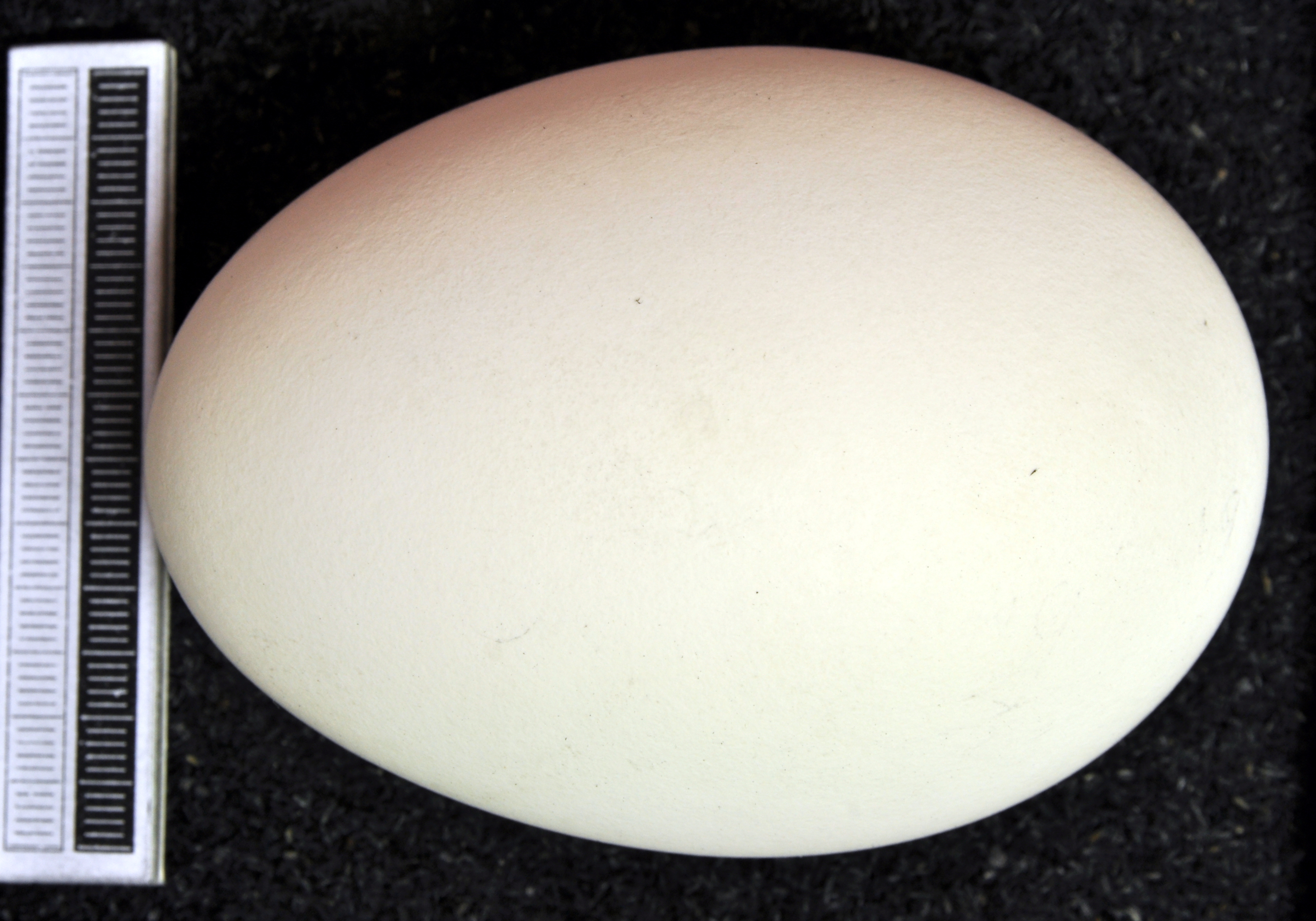
Ei, Sammlung Museum Wiesbaden

Schwanengänse kehren erst recht spät, im April, in die Brutgebiete zurück, wo sie nicht selten in Kolonien auf kleinen Inseln in Seen, im Ried oder auf dem trockenen Waldboden brüten. Die 5 bis 8 schwach cremefarbenen Eier werden im Mai gelegt und 28 bis 30 Tage bebrütet. Nach etwa 10 Wochen werden die Jungen flügge und ziehen im September mit den Alttieren in die Überwinterungsgebiete.
Die Schwanengans ernährt sich wie viele Gänse vorwiegend von Gras und Kräutern sowie von Sämereien. Darüber hinaus frisst sie in ihrem natürlichen Verbreitungsgebiet auch Wurzeln und Rhizome von Sumpfpflanzen.

## Bestandsentwicklung
In den 1970er Jahren gab es in Asien einen Wildbestand von etwa 10.000 Tieren, der aber aufgrund von Bejagung rückläufig ist. Die IUCN hat die Schwanengans aktuell von „stark gefährdet“ auf „gefährdet“ gestuft. Grund der veränderten Einschätzung sind bessere Erkenntnisse über den Populationsstand. Die Verbreitungsgebiete in Russland sind auf inselartige Brutareale zusammengeschrumpft. Stabilere Brutvorkommen gibt es noch in der Westmongolei sowie im nördlichen und östlichen Zentralchina.